# Jon Mersinaj
 (octobre 2020).
Jon Mersinaj est un footballeur albanais né le 8 février 1999 à Tirana. Il joue au poste de défenseur central avec le club croate du Lokomotiva Zagreb.

## Palmarès
Lokomotiva Zagreb
- Championnat de Croatie :
  - Vice-champion : 2019-20.

- Coupe de Croatie :
  - Finaliste : 2019-20.